# Karstädt (Prignitz)
Karstädt is een gemeente in de Duitse deelstaat Brandenburg, en maakt deel uit van de Landkreis Prignitz.
Karstädt telt 5.944 inwoners.

## Demografie
- Ontwikkeling van de bevolking sinds 1875 binnen de huidige grenzen (blauwe lijn: Bevolking; stippellijn: Vergelijking van de ontwikkeling van de bevolking van de deelstaat Brandenburg, Grijze achtergrond: tijdens de nazi-regering, Rode achtergrond: tijdens de communistische regering)
- Recente ontwikkeling van de bevolking (blauwe lijn) en prognoses

| Jaar | Inwoners |
| ---- | -------- |
| 1875 | 8 338    |
| 1890 | 8 054    |
| 1910 | 8 800    |
| 1925 | 9 172    |
| 1939 | 8 914    |
| 1950 | 13 168   |
| 1964 | 10 125   |

| Jaar | Inwoners |
| ---- | -------- |
| 1971 | 10 012   |
| 1981 | 9 480    |
| 1985 | 9 332    |
| 1990 | 9 015    |
| 1995 | 8 395    |
| 2000 | 7 808    |
| 2005 | 7 038    |

| Jaar | Inwoners |
| ---- | -------- |
| 2010 | 6 376    |
| 2015 | 5 983    |
| 2016 | 6 013    |
| 2017 | 5 989    |
| 2018 | 5 943    |
| 2019 | 5 967    |
| 2020 | 5 944    |

Gegevensbronnen worden beschreven in de Wikimedia Commons.
Bad Wilsnack ·
Berge ·
Breese ·
Cumlosen ·
Gerdshagen ·
Groß Pankow (Prignitz) ·
Gülitz-Reetz ·
Gumtow ·
Halenbeck-Rohlsdorf ·
Karstädt ·
Kümmernitztal ·
Lanz ·
Legde/Quitzöbel ·
Lenzen (Elbe) ·
Lenzerwische ·
Marienfließ ·
Meyenburg ·
Perleberg ·
Pirow ·
Plattenburg ·
Pritzwalk ·
Putlitz ·
Rühstädt ·
Triglitz ·
Weisen ·
Wittenberge